# Kolland
Landgoed Kolland is een landgoed in het stroomgebied van de Kromme Rijn tussen Wijk bij Duurstede en de Utrechtse Heuvelrug. 
Het gebied ligt tussen de winterdijk van de Nederrijn aan de zuidoostzijde en de Ameronger Wetering bij Leersum aan de noordwestzijde. Aan de zuidkant loopt de Lekdijk, aan de oostkant ligt landgoed Zuylestein.
Het gebied werd ontgonnen in lange stroken, die liepen van de Ameronger Wetering tot de Lekdijk. Grote delen vielen daarbij toe aan de domeinheren van Amerongen, de domproost van Utrecht en de heer van Abcoude.
Naast weiden en akkers is het gebied begroeid met populieren, elzen en geknotte bomen. Daartussen lopen eikenlanen, paden en wegen met rijen eiken. 
Het essenhakhout op de kleigronden is rijk aan paddenstoelen, mossen en korstmossen. De vochtige stukken met essenhakhout worden gevoed met kwelwater van de Utrechtse Heuvelrug en de Nederrijn.